# Згорње Градишче
Згорње Градишче (словен. Zgornje Gradišče) је насељено место у општини Шентиљ, Подравска регија, Словенија.

## Историја
До територијалне реорганизације у Словенији било је у саставу старе општине Песница.

## Становништво
У попису становништва из 2011. године, Згорње Градишче је имало 141 становника.
| Број становника према пописима | Број становника према пописима | Број становника према пописима |
| ------------------------------ | ------------------------------ | ------------------------------ |
| 1991                           | 2002                           | 2011                           |
| 170                            | 158                            | 141                            |

Напомена: Године 2010. умањено за део насеља који је припојен насељу Јурјевски Дол.